# Heineken Open 2009
L'Heineken Open 2009 è stato un torneo di tennis giocato sul cemento nella categoria ATP World Tour 250 series. 
Si è giocato nell'ASB Tennis Centre di Auckland in Nuova Zelanda,dal 12 al 17 gennaio 2009.

## Campioni

### Singolare
Juan Martín del Potro ha battuto in finale  Sam Querrey con il punteggio di 6–4, 6–4

### Doppio
Martin Damm /  Robert Lindstedt hanno battuto in finale  Scott Lipsky /  Leander Paes  7–5, 6–4